# الاذارع (المحويت)

تعديل مصدري - تعديل

الاذارع هي إحدى قرى عزلة المجاديل بمديرية المحويت التابعة لمحافظة المحويت، بلغ تعداد سكانها 120 نسمة حسب تعداد اليمن لعام 2004.